# یادوو گرام
یادوُو گرام (لهستانی: JW GROM؛ ‏تلفظ لهستانی: [ˌjɔd ˌvu ˈɡrɔm]) با نام کاملِ یگان نظامی گرام، نام‌گذاری‌شده به افتخار چتربازان چیخوچیمنی ارتش میهنی (لهستانی: Jednostka Wojskowa GROM im. Cichociemnych Spadochroniarzy Armii Krajowej؛ ‏تلفظ لهستانی: [jɛdˈnɔstka vɔjˈskɔva ˈɡrɔm iˈmjɛɲa t͡ɕixɔˈt͡ɕɛmnɨx spadɔxrɔˈɲaʐɨ armi kraˈjɔvɛj]) یکی از یگان‌های نیروهای ویژه نخبهٔ ارتش لهستان و بخشی از نیروهای ویژه لهستان هستند که نام‌شان را از نیروهای زبدهٔ عملیات ویژه لهستان موسوم به چیخوچیمنی (ناپیدای خاموش) می‌گیرند. نام دیگر این واحد نظامی، «یگان نظامی شمارهٔ ۲۳۰۵» است و به دلیل آموزش‌ها و دانش جامع و مفصل پزشکی و همچنین توانایی جراح‌وار و دقیقی که در هماهنگی و اجرای عملیات ویژه نظامی دارند، به آنها لقب «جراحان» را داده‌اند.
یگان نظامی گرام در سال ۱۹۹۰ با کمک و آموزش‌های ارائه‌شده توسط نیروهای دلتای نیروی زمینی ایالات متحده آمریکا و سرویس هوایی ویژه نیروی زمینی بریتانیا تشکیل شد و از ۱۳ ژوئیه ۱۹۹۰ به‌طور رسمی فعالیتش را آغاز کرد.
این نیروها در انواع عملیات‌های ویژه و جنگ‌های غیرمتعارف، از جمله عملیات ضد تروریستی و حضور نیروها در پشت خطوط دشمن شرکت دارد.